# رابینسون تریل کراسینگ (آریزونا)
رابینسون تریل کراسینگ (به انگلیسی: Robinson Trail Crossing) یک منطقهٔ مسکونی در ایالات متحده آمریکا است که در آریزونا واقع شده است. رابینسون تریل کراسینگ ۱٬۷۸۱ متر بالاتر از سطح دریا قرار دارد.